# Verbandsgemeinde Daun
La comunità amministrativa di Daun (Verbandsgemeinde Daun) si trova nel circondario del Vulkaneifel nella Renania-Palatinato, in Germania.

## Comuni
Fanno parte della comunità amministrativa i seguenti comuni:
| Comune, città         | Sup. (km²) | Abitanti |
| --------------------- | ---------- | -------- |
| Betteldorf            | 3,31       | 258      |
| Bleckhausen           | 6,32       | 291      |
| Brockscheid           | 2,05       | 190      |
| Darscheid             | 5,80       | 932      |
| Daun, città           | 48,97      | 8 059    |
| Demerath              | 10,52      | 290      |
| Deudesfeld            | 8,03       | 419      |
| Dockweiler            | 6,05       | 660      |
| Dreis-Brück           | 18,18      | 797      |
| Ellscheid             | 5,21       | 270      |
| Gefell                | 2,79       | 89       |
| Gillenfeld            | 14,99      | 1 430    |
| Hinterweiler          | 5,32       | 216      |
| Hörscheid             | 4,04       | 127      |
| Immerath              | 5,95       | 226      |
| Kirchweiler           | 6,31       | 398      |
| Kradenbach            | 1,73       | 156      |
| Mehren                | 12,95      | 1 458    |
| Meisburg              | 7,05       | 227      |
| Mückeln               | 4,73       | 233      |
| Nerdlen               | 4,45       | 244      |
| Niederstadtfeld       | 9,13       | 437      |
| Oberstadtfeld         | 10,21      | 560      |
| Sarmersbach           | 5,19       | 179      |
| Saxler                | 1,82       | 66       |
| Schalkenmehren        | 10,40      | 617      |
| Schönbach             | 4,67       | 265      |
| Schutz                | 9,04       | 149      |
| Steineberg            | 2,93       | 201      |
| Steiningen            | 7,60       | 202      |
| Strohn                | 8,60       | 487      |
| Strotzbüsch           | 6,45       | 431      |
| Üdersdorf             | 17,47      | 1 108    |
| Udler                 | 6,30       | 273      |
| Utzerath              | 5,70       | 167      |
| Wallenborn            | 8,23       | 418      |
| Weidenbach            | 10,73      | 250      |
| Winkel (Eifel)        | 6,69       | 139      |
| Verbandsgemeinde Daun | 315,92     | 22 919   |

(Abitanti al 31 dicembre 2021)